# Столбик (деревня)
Столбик — деревня в составе Мурашинского района Кировской области.

## География
Находится на расстоянии примерно 16 километров по прямой на юг от районного центра города Мураши.

## История
Известна с 1926 года, когда в ней (на тот момент Велико-Каицкое) было учтено 11 дворов и 25 жителей, в 1950 году 22 и 54 соответственно, в 1989 18 жителей . До 2021 года входила в Мурашинское городское поселение Мурашинского района, ныне непосредственно в составе Мурашинского района.

## Население
| 2010 |
| ---- |
| 2    |

Постоянное население  составляло 6 человек (русские 100%) в 2002 году, 2 в 2010.